# Saison 2015 des Pirates de Pittsburgh
La saison 2015 des Pirates de Pittsburgh est la 134e saison de cette franchise et sa 129e en Ligue majeure de baseball.
Gagnants de 98 matchs contre 64 défaites en 2015, le second plus haut total du baseball majeur, les Pirates remportent 10 parties de plus que la saison précédente et signent leur meilleure saison depuis 1991. Devancés seulement par les Cardinals de Saint-Louis et leurs 100 victoires, ils se classent seconds de la division Centrale de la Ligue nationale, obtenant leur 3e qualification en autant d'années pour les séries éliminatoires en tant que meilleurs deuxièmes. Leur belle saison prend fin abruptement lorsqu'ils sont blanchis et éliminés par les Cubs de Chicago lors du match de meilleur deuxième qui lance les éliminatoires.

## Contexte
En 2014, les Pirates participent aux séries éliminatoires pour une deuxième année de suite, ce qui ne s'était pas produit depuis la période 1990-1992. Ils prennent le second rang de la division Centrale, seulement 2 matchs derrière les Cardinals de Saint-Louis, avec 88 victoires et 74 défaites. C'est une seconde campagne victorieuse consécutive pour la franchise, malgré 6 matchs gagnés de moins qu'en 2013. Leur parcours en éliminatoires se termine cependant très vite : par une défaite à Pittsburgh aux mains des éventuels champions, les Giants de San Francisco, dans le match de meilleur deuxième.

## Intersaison
Le 14 novembre 2014, Pittsburgh rapatrie le vétéran lanceur partant droitier A. J. Burnett, joueur des Pirates en 2012 et 2013 exilé un an à Philadelphie. Le partant gaucher Francisco Liriano, qui a relancé sa carrière à Pittsburgh en 2013 et vient d'aligner deux bonnes saisons, accepte une nouvelle entente de 39 millions de dollars pour 3 ans, la plus lucrative jamais accordée par cette franchise à un joueur autonome.
En revanche, les Pirates voient le lanceur partant droitier Edinson Volquez, qui à l'instar de Liriano deux ans plus tôt avait profité d'un passage à Pittsburgh pour remettre sa carrière sur la bonne voie, quitter pour Kansas City. Mais la plus lourde perte pour les Pirates sur le marché des agents libres est celle d'un de leurs meilleurs joueurs, le receveur Russell Martin qui, après deux années avec le club, signe le contrat offert par les Blue Jays de Toronto.
Le 12 novembre 2014, les Pirates cèdent le lanceur de relève gaucher Justin Wilson aux Yankees de New York en échange du receveur Francisco Cervelli. Le releveur droitier Brad Lincoln, un ancien des Blue Jays qui a commencé sa carrière à Pittsburgh et a été limité à deux matchs des Phillies en 2014, rejoint les Pirates sur un contrat des ligues mineures le 17 novembre. Pedro Florimón, un joueur d'arrêt-court, est réclamé au ballottage le 20 novembre. Le joueur de premier but Ike Davis est transféré aux A's d'Oakland le 23 novembre 2014. Pittsburgh laisse partir un autre premier but, Gaby Sánchez et semble vouloir régler la situation à cette position par l'embauche le 19 décembre 2014 de Corey Hart, joueur autonome après une saison à Seattle, et en déplaçant le troisième but Pedro Alvarez au premier coussin.
Le joueur d'utilité Sean Rodriguez est acquis des Rays de Tampa Bay le 1er décembre 2014 en échange du lanceur droitier des ligues mineures Buddy Borden. Le 5 décembre, le deuxième but et arrêt-court Clint Barmes quitte Pittsburgh pour les Padres de San Diego.
Le nouveau projet de « récupération » des Pirates, passés maître de relancer les carrières de joueurs qui, à l'instar de Francisco Liriano et Edinson Volquez, semble des cas désespérés, s'annonce pour être le droitier Clayton Richard, ancien lanceur partant des White Sox et des Padres qui n'a pas joué au niveau majeur depuis juin 2013. Richard signe un contrat des ligues mineures avec les Pirates le 3 décembre 2014.
Le 10 décembre 2014, le releveur gaucher Antonio Bastardo est acquis de Philadelphie en échange du lanceur gaucher des ligues mineures Joely Rodriguez.
Le 16 janvier 2015, Kang Jung-ho, un joueur de 27 ans arrêt-court depuis 9 saisons chez les Nexen Heroes de l'Organisation coréenne de baseball passe au baseball majeur et signe un contrat de 4 ans avec Pittsburgh.
Le 27 janvier 2015, les Pirates échangent le voltigeur Travis Snider aux Orioles de Baltimore en retour du lanceur gaucher des ligues mineures Stephen Tarpley et un joueur à être nommé plus tard.

## Calendrier pré-saison
L'entraînement de printemps 2015 des Pirates se déroule du 2 mars au 4 avril.

## Saison régulière
La saison régulière de 162 matchs des Pirates débute le 6 avril par une visite aux Reds de Cincinnati et se termine le 4 octobre suivant. Le match d'ouverture local au PNC Park de Pittsburgh est joué le 13 avril contre les Tigers de Détroit.

### Classement
| Ligue nationale division Centrale | V   | D  | %    | Diff. | Diff. (séries) |
| --------------------------------- | --- | -- | ---- | ----- | -------------- |
| Cardinals de Saint-Louis          | 100 | 62 | ,617 | -     | -              |
| Pirates de Pittsburgh             | 98  | 64 | ,605 | 2     | +1             |
| Cubs de Chicago                   | 97  | 65 | ,599 | 3     | -              |
| Brewers de Milwaukee              | 68  | 94 | ,420 | 32    | 29             |
| Reds de Cincinnati                | 64  | 98 | ,395 | 36    | 33             |

### Avril
- 8 avril : Le joueur d'utilité Josh Harrison signe une prolongation de contrat de 4 saisons avec les Pirates. L'entente qui lie le joueur au club jusqu'en 2020 lui garantit 27,3 millions de dollars et pourrait lui rapporter 50,3 millions[28].

### Mai
- 4 mai : Gerrit Cole des Pirates est nommé meilleur lanceur du mois d'avril dans la Ligue nationale[29].
- 9 mai : En 2e manche d'un match à Pittsburgh contre les Cardinals de Saint-Louis, les Pirates réussissent sur une frappe de Yadier Molina le premier triple jeu 4-5-4 de l'histoire du baseball majeur, c'est-à-dire du joueur de deuxième but (4) Neil Walker au joueur de troisième but (5) Jung-ho Kang à Walker (4) à nouveau[30],[31].

### Juillet
- 23 juillet : Les Pirates font l'acquisition du vétéran joueur de troisième but Aramis Ramírez, qu'ils obtiennent des Brewers de Milwaukee en échange du lanceur droitier des ligues mineures Yhonathan Barrios[32].

### Août
- 3 août : Jung-ho Kang des Pirates est nommé meilleure recrue du mois de juillet dans la Ligue nationale[33].

### Septembre
- 3 septembre : Andrew McCutchen, des Pirates, est nommé meilleur joueur du mois d'août 2015 dans la Ligue nationale, un honneur qu'il reçoit pour la 4e fois de sa carrière[34].
- 17 septembre : La première saison dans les majeures de Jung-ho Kang, des Pirates, prend fin lorsqu'il a la jambe gauche cassée et le ligament collatéral médial déchiré[35] après une collision avec Chris Coghlan, des Cubs de Chicago, qui glissait au deuxième but pour empêcher, sans succès, un double jeu[36]. La blessure relance le débat sur les glissades autour des buts et la protection des joueurs de champ intérieur sur de tels jeux[37],[38],[39].
- 23 septembre : Les Pirates s'assurent d'une participation aux séries éliminatoires pour la 3e année consécutive[40].

### Octobre
- 7 octobre : Pour la deuxième année de suite, les Pirates ne dépassent pas l'étape du match de meilleur deuxième de la Ligue nationale et sont éliminés par les Cubs de Chicago, qui les blanchissent 4-0 derrière leur lanceur étoile Jake Arrieta[41].

## Affiliations en ligues mineures
| Niveau            | Équipe                              | Ligue                      |
| ----------------- | ----------------------------------- | -------------------------- |
| AAA               | Indians d'Indianapolis              | Ligue internationale       |
| AA                | Curve d'Altoona                     | Eastern League             |
| A-Advanced        | Marauders de Bradenton              | Ligue de l'État de Floride |
| A                 | West Virginia Power                 | South Atlantic League      |
| A (saison courte) | Black Bears de Virginie-Occidentale | New York - Penn League     |
| Ligue des recrues | Pirates de Bristol                  | Appalachian League         |
| Ligue des recrues | Gulf Coast League Pirates           | Gulf Coast League          |
| Ligue des recrues | DSL Pirates                         | Dominican Summer League    |